# Flugunfall der Bakhtar Afghan Airlines bei Ghazni
Beim Flugunfall der Bakhtar Afghan Airlines bei Ghazni verunglückte am 10. März 1983 eine de Havilland Canada DHC-6-300 Twin Otter der Fluggesellschaft Bakhtar Afghan Airlines. Bei dem Unfall kamen alle 19 Personen an Bord ums Leben.

## Flugzeug
Bei der Maschine handelte es sich um eine de Havilland Canada DHC-6-300 Twin Otter mit der Werknummer 395. Die Maschine wurde im Jahr 1974 im Werk von de Havilland Canada in Downsview, Ontario endmontiert. Die Maschine wurde am 16. April 1974 mit dem Luftfahrzeugkennzeichen YA-GAZ auf die Bakhtar Afghan Airlines zugelassen und am 21. April 1974 auf einer Flugroute über Jersey ausgeliefert. Das zweimotorige Zubringerflugzeug war mit zwei Turboproptriebwerken des Typs Pratt & Whitney Canada PT6A-27 ausgestattet.

## Passagiere und Besatzung
Den Inlandslinienflug von Uruzgan nach Kabul hatten 17 Passagiere angetreten. Es befand sich eine zweiköpfige Besatzung an Bord der Maschine, bestehend aus einem Flugkapitän und einem Ersten Offizier. Auf dem Regionalflug waren keine Flugbegleiter vorgesehen.

## Unfallhergang
Die Maschine befand sich auf dem planmäßigen Flug von Uruzgan nach Kabul, als sich die Wetterverhältnisse zunehmend verschlechterten. Die Maschine durchflog eine Zone mit Regen und Gewittern, dennoch wurde der Flug nach Sichtflugregeln fortgesetzt. Der Flugkapitän ließ die Maschine auf Flugfläche 185 und damit eine Flughöhe von 18.500 Fuß steigen. In dieser Höhe war die Luft dermaßen dünn, dass die Besatzung der Twin Otter, die nicht mit einer Druckkabine ausgestattet war, aufgrund von Sauerstoffmangel teilweise handlungsunfähig wurde. Die Piloten verloren schließlich die Kontrolle über die Maschine, welche daraufhin gegen einen Berghang bei Ghazni prallte. Bei dem Unfall kamen alle 19 Insassen ums Leben.

## Ursache
Als Unfallursachen wurde die Fortführung eines Sichtfluges unter Instrumentenflugbedingungen sowie eine teilweise Handlungsunfähigkeit der Besatzung infolge von Sauerstoffmangel festgestellt.